# Almadén de la Plata
Almadén de la Plata er en by og kommune i det sydlige Spanien i provinsen Sevilla. Den har et indbyggertal på 1.328 (2024) indbyggere.